# Glenn Plummer
Glenn Earl Plummer (Richmond, 18 augustus 1961) is een Amerikaans film- en televisieacteur.
Plummer werd geboren in Richmond, Californië. Hij was te zien in veel films en televisieseries, voornamelijk in bijrollen of korte scènes. Grotere rollen had hij onder andere in de films Menace II Society, Speed, Bones, Showgirls, South Central, The Day After Tomorrow en Saw II.
Hij is getrouwd met DeMonica Santiago. Zij was lid van de popgroep The Good Girls uit de jaren 80.

## Filmografie

### Films
- 1987 - Hands of a Stranger - Willy Johnson
- 1988 - Funny Farm - Mickey
- 1988 - Colors - Clarence "High Top" Brown
- 1990 - Downtown - Valentine
- 1991 - Pastime - Tyrone Devray
- 1992 - South Central - Bobby
- 1992 - Trespass - Luther
- 1993 - Menace II Society - Pernell
- 1994 - Speed - Eigenaar Jaguar
- 1995 - Showgirls - James Smith
- 1995 - Things to Do in Denver When You're Dead - Baby Sinister
- 1995 - Strange Days - Jeriko One
- 1996 - The Substitute - Mr. Darrell Sherman
- 1997 - Speed 2: Cruise Control - Maurice
- 1997 - One Night Stand - George
- 1998 - Heist - Dipper
- 1998 - Thursday - Ice
- 2000 - Rangers - Shannon
- 2001 - Knight Club - T-Dog
- 2001 - 100 Kilos - 'Freeway' Ricky Ross
- 2001 - Three Blind Mice - Warren Chambers
- 2002 - The Salton Sea - Bobby
- 2002 - Poolhall Junkies - Chico
- 2003 - Gang of Roses - Johnny Handsome
- 2003 - Road Dogs aka Road Kings - Panther
- 2004 - The Day After Tomorrow - Luther
- 2004 - Saw II - Jonas
- 2005 - VooDoo Curse: The Giddeh - Professor Jenkins
- 2005 - Brothers in Arms - Curly
- 2007 - King of Hollywood
- 2008 - The Longshots - Winston
- 2009 - Janky Promoters - Officer Ronnie Stixx
- 2010 - Ca$h - Glen The Plumber

### Televisie
- 1994-2007 - ER - Timmy Rawlins
- 2000 - The Corner - George "Blue" Epps
- 2008-2009 - Sons of Anarchy - Vic Trammel